# Жамбил (Сиримський район)
Жамби́л (каз. Жамбыл) — село у складі Сиримського району Західноказахстанської області Казахстану. Входить до складу Буланського сільського округу.
У радянські часи село називалось Джамбул.
Населення — 191 особа (2021; 377 у 2009, 492 у 1999, 542 у 1989).